# 黃維瑄
黃維瑄，中國清朝官員。黃維瑄於1873年接替張夢元，於台灣擔任台灣府海防兼南路理番同知。品等為正五品的該官職隸屬於台灣府，主管全台灣船政治安業務及台灣南路之台灣原住民事務，相當於副知府。
| 前任： 張夢元 | 台灣府海防兼南路理番同知 1873年上任 | 繼任： 孫壽銘 |